# Squash-Panamerikameisterschaft
Die Panamerikameisterschaften sind die jährlichen Meisterschaften des amerikanischen Kontinents im Squash. Sie werden von der Federación Panamericana de Squash veranstaltet.
Spieler aus Nord-, Mittel- und Südamerika ermitteln seit 1991 ihre Meister im Einzelwettbewerb und seit 1993 mit der Mannschaft. Seit 2005 finden auch Wettbewerbe im Doppel und seit 2006 im gemischten Doppel statt. Die Wettbewerbe werden stets parallel an einem Ort ausgetragen.
Rekordsieger im Einzel sind Federico Usandizaga mit vier Titeln bei den Herren und Samantha Terán mit sieben Titeln bei den Damen.

## Panamerikameister

### Einzel

#### Herren
| Jahr                         | Austragungsort  | Sieger                                     | Finalgegner                                | Ergebnis                                   |
| ---------------------------- | --------------- | ------------------------------------------ | ------------------------------------------ | ------------------------------------------ |
| 2024                         | Lima            | Diego Elías                                | Ronald Palomino                            | 11:5, 11:5, 11:3                           |
| 2023                         | Cartagena       | Diego Elías                                | Juan Vargas                                | 11:7, 11:7, 10:12, 11:6                    |
| 2022                         | Guatemala-Stadt | Leandro Romiglio                           | Juan Vargas                                | 11:3, 11:8, 11:3                           |
| 2021                         | —               | Aufgrund der COVID-19-Pandemie ausgefallen | Aufgrund der COVID-19-Pandemie ausgefallen | Aufgrund der COVID-19-Pandemie ausgefallen |
| 2020                         | Cochabamba      | Aufgrund der COVID-19-Pandemie ausgefallen | Aufgrund der COVID-19-Pandemie ausgefallen | Aufgrund der COVID-19-Pandemie ausgefallen |
| Panamerikanische Spiele 2019 |                 |                                            |                                            |                                            |
| 2018                         | George Town     | Diego Elías                                | Christopher Binnie                         | 11:7, 11:8, 11:5                           |
| 2017                         | Buenos Aires    | Robertino Pezzota                          | Gonzalo Miranda                            | 11:4, 11:9, 11:6                           |
| 2016                         | Hartford        | Leandro Romiglio                           | Arturo Salazar                             | 9:11, 11:4, 3:11, 12:10, 12:10             |
| Panamerikanische Spiele 2015 |                 |                                            |                                            |                                            |
| 2014                         | Toluca de Lerdo | Miguel Ángel Rodríguez                     | Alfredo Ávila                              | 11:8, 11:6, 13:11                          |
| 2013                         | Buenos Aires    | Miguel Ángel Rodríguez                     | César Salazar                              | 10:12, 11:4, 11:4, 11:9                    |
| 2012                         | Ambato          | Miguel Ángel Rodríguez                     | Hernán D’Arcangelo                         | 11:7, 11:8, 11:2                           |
| Panamerikanische Spiele 2011 |                 |                                            |                                            |                                            |
| 2010                         | Guatemala-Stadt | Jorge Baltazar                             | Rafael Alarçón                             | 13:11, 9:11, 11:5, 12:10                   |
| 2009                         | Ambato          | Eric Gálvez                                | Jorge Baltazar                             | 5:11, 11:6, 11:8, 5:11, 11:8               |
| 2008                         | Cuenca          | Julian Illingworth                         | Christopher Gordon                         | 9:2, 9:0, 9:2                              |
| Panamerikanische Spiele 2007 |                 |                                            |                                            |                                            |
| 2006                         | Medellín        | Jonathon Power                             | Eric Gálvez                                | 9:0, 9:3, 9:2                              |
| 2005                         | San Salvador    | Eric Gálvez                                | José Ángel Becerril                        | 9:1, 9:2, 8:10, 9:1                        |
| 2004                         | Tepic           | Jorge Gutiérrez Keen                       | Eric Gálvez                                | 10:9, 9:6, 9:5                             |
| Panamerikanische Spiele 2003 |                 |                                            |                                            |                                            |
| 2002                         | Quito           | Jorge Gutiérrez Keen                       | Eric Gálvez                                | 9:7, 9:5, 9:3                              |
| 2001                         | San Salvador    | Jorge Gutiérrez Keen                       | Eric Gálvez                                |                                            |
| 2000                         | Belo Horizonte  | Luciano Barbosa                            | Rafael Alarçón                             |                                            |
| Panamerikanische Spiele 1999 |                 |                                            |                                            |                                            |
| 1998                         | Guatemala-Stadt | Marcos Méndez                              | Jorge Gutiérrez Keen                       | 6:9, 8:9, 9:3, 9:5, 9:3                    |
| 1997                         | Mexiko-Stadt    | Federico Usandizaga                        | Douglas Parent                             |                                            |
| 1996                         | Medellín        | Federico Usandizaga                        | Paul Conolly                               |                                            |
| Panamerikanische Spiele 1995 |                 |                                            |                                            |                                            |
| 1994                         | Medellín        | Jamie Crombie                              | Luis Borges                                | 9:2, 6:9, 9:3, 9:1                         |
| 1993                         | Mar del Plata   | Federico Usandizaga                        | Jeff Stanley                               | 3:0                                        |
| 1992                         | Rio de Janeiro  | Sabir Butt                                 | Paul Conolly                               | 15:9, 15:12, 15:6                          |
| 1991                         | Medellín        | Federico Usandizaga                        | Mario Oliveira                             | 15:13, 15:6, 15:11                         |

#### Damen
| Jahr                         | Austragungsort  | Siegerinnen                                | Finalgegnerinnen                           | Ergebnis                                   |
| ---------------------------- | --------------- | ------------------------------------------ | ------------------------------------------ | ------------------------------------------ |
| 2024                         | Lima            | Nicole Bunyan                              | Danielle Ray                               | 11:6, 6:11, 9:11, 11:3, 12:10              |
| 2023                         | Cartagena       | Hollie Naughton                            | Marina Stefanoni                           | 15:13, 11:7, 12:10                         |
| 2022                         | Guatemala-Stadt | Nicolette Fernandes                        | Laura Tovar                                | 11:9, 11:4, 11:5                           |
| 2021                         | —               | Aufgrund der COVID-19-Pandemie ausgefallen | Aufgrund der COVID-19-Pandemie ausgefallen | Aufgrund der COVID-19-Pandemie ausgefallen |
| 2020                         | Cochabamba      | Aufgrund der COVID-19-Pandemie ausgefallen | Aufgrund der COVID-19-Pandemie ausgefallen | Aufgrund der COVID-19-Pandemie ausgefallen |
| Panamerikanische Spiele 2019 |                 |                                            |                                            |                                            |
| 2018                         | George Town     | Amanda Sobhy                               | Sabrina Sobhy                              | 11:3, 11:8, 11:8                           |
| 2017                         | Buenos Aires    | Samantha Terán                             | Diana García                               | 11:8, 11:8, 8:11, 11:6                     |
| 2016                         | Hartford        | Mariam Kamal                               | Haley Mendez                               | 11:7, 11:5, 12:10                          |
| Panamerikanische Spiele 2015 |                 |                                            |                                            |                                            |
| 2014                         | Toluca de Lerdo | Samantha Terán                             | Samantha Cornett                           | 9:11, 11:4, 11:8, 11:3                     |
| 2013                         | Buenos Aires    | Amanda Sobhy                               | Natalie Grainger                           | 11:9, 11:7, 11:2                           |
| 2012                         | Ambato          | Diana García                               | Thaisa Serafini                            | 9:11, 14:12, 11:8, 11:9                    |
| Panamerikanische Spiele 2011 |                 |                                            |                                            |                                            |
| 2010                         | Guatemala-Stadt | Samantha Terán                             | Natalie Grainger                           | 7:11, 7:11, 11:9, 11:6, 11:8               |
| 2009                         | Ambato          | Samantha Terán                             | Tara Mullins                               | 11:4, 11:7, 11:4                           |
| 2008                         | Cuenca          | Silvia Angulo Rugeles                      | Kristen Lange                              | 9:7, 10:8, 9:2                             |
| Panamerikanische Spiele 2007 |                 |                                            |                                            |                                            |
| 2006                         | Medellín        | Samantha Terán                             | Nicolette Fernandes                        | 9:7, 9:5, 9:6                              |
| 2005                         | San Salvador    | Alana Miller                               | Samantha Terán                             | 3:9, 0:9, 9:7, 9:0, 9:5                    |
| 2004                         | Tepic           | Samantha Terán                             | Meredeth Quick                             | 9:5, 9:3, 9:2                              |
| Panamerikanische Spiele 2003 |                 |                                            |                                            |                                            |
| 2002                         | Quito           | Samantha Terán                             | Marnie Baizley                             | 9:5, 9:4, 9:1                              |
| 2001                         | San Salvador    | Diana Huerta                               | Samantha Terán                             |                                            |
| 2000                         | Belo Horizonte  | Margo Green                                | Samantha Terán                             |                                            |
| Panamerikanische Spiele 1999 |                 |                                            |                                            |                                            |
| 1998                         | Guatemala-Stadt | Adriana Moura                              | Lauren Wagner                              |                                            |
| 1997                         | Mexiko-Stadt    | Latasha Khan                               | Carolyn Russell                            |                                            |
| 1996                         | Medellín        | Adriana Moura                              | María Castro                               |                                            |
| Panamerikanische Spiele 1995 |                 |                                            |                                            |                                            |
| 1994                         | Medellín        | Adriana Moura                              | Kelsey Souchereau                          | 9:7, 6:9, 9:0, 8:10, 9:1                   |
| 1993                         | Mar del Plata   | Demer Holleran                             | Ellie Pierce                               | 3:0                                        |
| 1992                         | Rio de Janeiro  | Karen Redfern                              | María Castro                               | 15:9, 15:6, 15:4                           |
| 1991                         | Medellín        | Karen Redfern                              | María Castro                               |                                            |

### Doppel-Wettbewerbe

#### Herren
| Jahr                         | Austragungsort  | Sieger                                     | Finalgegner                                |                                            |
| ---------------------------- | --------------- | ------------------------------------------ | ------------------------------------------ | ------------------------------------------ |
| 2024                         | Lima            | Juan Vargas Ronald Palomino                | Alonso Escudero Rafael Gálvez              |                                            |
| 2023                         | Cartagena       | Leonel Cárdenas César Salazar              | Alejandro Enríquez Luis Quisquinay         |                                            |
| 2022                         | Guatemala-Stadt | Andrés Herrera Juan Vargas                 | Alonso Escudero Rafael Gálvez              |                                            |
| 2021                         | —               | Aufgrund der COVID-19-Pandemie ausgefallen | Aufgrund der COVID-19-Pandemie ausgefallen | Aufgrund der COVID-19-Pandemie ausgefallen |
| 2020                         | Cochabamba      | Aufgrund der COVID-19-Pandemie ausgefallen | Aufgrund der COVID-19-Pandemie ausgefallen | Aufgrund der COVID-19-Pandemie ausgefallen |
| Panamerikanische Spiele 2019 |                 |                                            |                                            |                                            |
| 2018                         | George Town     | Alfredo Ávila César Salazar                | Alonso Escudero Andrés Duany               |                                            |
| 2017                         | Buenos Aires    | Andrés Herrera Juan Vargas                 | Arturo Salazar Eric Gálvez                 |                                            |
| 2016                         | Hartford        | Arturo Salazar Eric Gálvez                 | Rafael Allendes Sebastián Gallegos         |                                            |
| Panamerikanische Spiele 2015 |                 |                                            |                                            |                                            |
| 2014                         | Toluca de Lerdo | Leandro Romiglio Robertino Pezzota         | Arturo Salazar Eric Gálvez                 |                                            |
| 2013                         | Buenos Aires    | Leandro Romiglio Robertino Pezzota         | Alfredo Ávila Erik Tepos                   |                                            |
| 2012                         | Ambato          | Hernán D’Arcangelo Robertino Pezzota       | Byron García José Ernesto Molina           |                                            |
| Panamerikanische Spiele 2011 |                 |                                            |                                            |                                            |
| 2010                         | Guatemala-Stadt | Alfredo Ávila Erik Tepos                   | unbekannt                                  |                                            |
| 2009                         | Ambato          | César Salazar Eric Gálvez                  | Byron García Antonio Ricinos               |                                            |
| 2008                         | Cuenca          | Mauricio Dasso Andrés Duany                | Ronivaldo Conceição Vinicius Costa         |                                            |
| Panamerikanische Spiele 2007 |                 |                                            |                                            |                                            |
| 2006                         | Medellín        | unbekannt                                  | unbekannt                                  |                                            |
| 2005                         | San Salvador    | unbekannt                                  | unbekannt                                  |                                            |

#### Damen
| Jahr                         | Austragungsort  | Siegerinnen                                | Finalgegnerinnen                           |                                            |
| ---------------------------- | --------------- | ------------------------------------------ | ------------------------------------------ | ------------------------------------------ |
| 2024                         | Lima            | Lucía Bautista Catalina Peláez             | Pilar Etchechoury Valentina Portieri       |                                            |
| 2023                         | Cartagena       | Paola Franco Sarahi López                  | Laura Tovar Lucía Bautista                 |                                            |
| 2022                         | Guatemala-Stadt | Andrea Soria Laura Tovar                   | Pilar Etchechoury Valentina Portieri       |                                            |
| 2021                         | —               | Aufgrund der COVID-19-Pandemie ausgefallen | Aufgrund der COVID-19-Pandemie ausgefallen | Aufgrund der COVID-19-Pandemie ausgefallen |
| 2020                         | Cochabamba      | Aufgrund der COVID-19-Pandemie ausgefallen | Aufgrund der COVID-19-Pandemie ausgefallen | Aufgrund der COVID-19-Pandemie ausgefallen |
| Panamerikanische Spiele 2019 |                 |                                            |                                            |                                            |
| 2018                         | George Town     | Amanda Sobhy Sabrina Sobhy                 | Laura Tovar María Tovar                    |                                            |
| 2017                         | Buenos Aires    | Giselle Delgado Anita Pinto                | Karla Urrutia Diana Gasca                  |                                            |
| 2016                         | Hartford        | Giselle Delgado Anita Pinto                | Nayelly Hernández Sarahi López             |                                            |
| Panamerikanische Spiele 2015 |                 |                                            |                                            |                                            |
| 2014                         | Toluca de Lerdo | Karla Urrutia Nayelly Hernández            | Karol González Laura Tovar                 |                                            |
| 2013                         | Buenos Aires    | Natalie Grainger Sabrina Sobhy             | Samantha Terán Karla Urrutia               |                                            |
| 2012                         | Ambato          | Karol González Laura Tovar                 | Karla Urrutia Montserrat Castellanos       |                                            |
| Panamerikanische Spiele 2011 |                 |                                            |                                            |                                            |
| 2010                         | Guatemala-Stadt | Catalina Peláez Silvia Angulo Rugeles      | unbekannt                                  |                                            |
| 2009                         | Ambato          | Antonella Falcione Cecilia Cerquetti       | unbekannt                                  |                                            |
| 2008                         | Cuenca          | Nayelly Hernández Graciela López Pérez     | Pamela Anckermann Nicole Anckermann        |                                            |
| Panamerikanische Spiele 2007 |                 |                                            |                                            |                                            |
| 2006                         | Medellín        | unbekannt                                  | unbekannt                                  |                                            |
| 2005                         | San Salvador    | unbekannt                                  | unbekannt                                  |                                            |

#### Mixed
| Jahr                         | Austragungsort               | Sieger                                        | Finalgegner                                |                                            |
| ---------------------------- | ---------------------------- | --------------------------------------------- | ------------------------------------------ | ------------------------------------------ |
| 2024                         | Lima                         | María Tovar Matías Knudsen                    | Nikki Todd David Baillargeon               |                                            |
| 2023                         | Cartagena                    | Sydney Maxwell Liam Marrison                  | Catalina Peláez Miguel Ángel Rodríguez     |                                            |
| 2022                         | Guatemala-Stadt              | Lucía Bautista Miguel Ángel Rodríguez         | Antonella Falcione Gonzalo Pujol           |                                            |
| 2021                         | —                            | Aufgrund der COVID-19-Pandemie ausgefallen    | Aufgrund der COVID-19-Pandemie ausgefallen | Aufgrund der COVID-19-Pandemie ausgefallen |
| 2020                         | Cochabamba                   | Aufgrund der COVID-19-Pandemie ausgefallen    | Aufgrund der COVID-19-Pandemie ausgefallen | Aufgrund der COVID-19-Pandemie ausgefallen |
| Panamerikanische Spiele 2019 |                              |                                               |                                            |                                            |
| 2018                         | George Town                  | Catalina Peláez Miguel Ángel Rodríguez        | Marlene West Cameron Stafford              |                                            |
| 2017                         | Buenos Aires                 | Antonella Falcione Gonzalo Miranda            | Diana García Alfredo Ávila                 |                                            |
| 2016                         | Hartford                     | Antonella Falcione Gonzalo Miranda            | Catalina Peláez Erick Herrera              |                                            |
| Panamerikanische Spiele 2015 |                              |                                               |                                            |                                            |
| 2014                         | Toluca de Lerdo              | Catalina Peláez Miguel Ángel Rodríguez        | Maria Elena Ubina Chris Hanson             |                                            |
| 2013                         | Buenos Aires                 | Catalina Peláez Miguel Ángel Rodríguez        | Amanda Sobhy Gilly Lane                    |                                            |
| 2012                         | Ambato                       | Maria Alejandra Porras Miguel Ángel Rodríguez | Antonella Falcione Matias Valenzuela       |                                            |
| Panamerikanische Spiele 2011 |                              |                                               |                                            |                                            |
| 2010                         | Guatemala-Stadt              | unbekannt                                     | unbekannt                                  |                                            |
| 2009                         | Ambato                       | Imelda Salazar César Salazar                  | Karen Meakins Shawn Simpson                |                                            |
| 2008                         | Wettbewerb nicht ausgetragen | Wettbewerb nicht ausgetragen                  | Wettbewerb nicht ausgetragen               |                                            |
| Panamerikanische Spiele 2007 |                              |                                               |                                            |                                            |
| 2006                         | Medellín                     | unbekannt                                     | unbekannt                                  |                                            |

### Mannschaft

#### Herren
| Jahr                         | Austragungsort  | Sieger                                     | Finalgegner                                |                                            |
| ---------------------------- | --------------- | ------------------------------------------ | ------------------------------------------ | ------------------------------------------ |
| 2024                         | Lima            | Kolumbien                                  | Argentinien                                |                                            |
| 2023                         | Cartagena       | Kolumbien                                  | Peru                                       |                                            |
| 2022                         | Guatemala-Stadt | Kolumbien                                  | Vereinigte Staaten                         |                                            |
| 2021                         | —               | Aufgrund der COVID-19-Pandemie ausgefallen | Aufgrund der COVID-19-Pandemie ausgefallen | Aufgrund der COVID-19-Pandemie ausgefallen |
| 2020                         | Cochabamba      | Aufgrund der COVID-19-Pandemie ausgefallen | Aufgrund der COVID-19-Pandemie ausgefallen | Aufgrund der COVID-19-Pandemie ausgefallen |
| Panamerikanische Spiele 2019 |                 |                                            |                                            |                                            |
| 2018                         | George Town     | Mexiko                                     | Kolumbien                                  |                                            |
| 2017                         | Buenos Aires    | Mexiko                                     | Argentinien                                |                                            |
| 2016                         | Hartford        | Vereinigte Staaten                         | Argentinien                                |                                            |
| Panamerikanische Spiele 2015 |                 |                                            |                                            |                                            |
| 2014                         | Toluca de Lerdo | Mexiko                                     | Kanada                                     |                                            |
| 2013                         | Buenos Aires    | Argentinien                                | Mexiko                                     |                                            |
| 2012                         | Ambato          | Argentinien                                | Mexiko                                     |                                            |
| Panamerikanische Spiele 2011 |                 |                                            |                                            |                                            |
| 2010                         | Guatemala-Stadt | Mexiko                                     | Kanada                                     |                                            |
| 2009                         | Ambato          | Mexiko                                     | Brasilien                                  |                                            |
| 2008                         | Cuenca          | Vereinigte Staaten                         | Mexiko                                     |                                            |
| Panamerikanische Spiele 2007 |                 |                                            |                                            |                                            |
| 2006                         | Medellín        | Mexiko                                     | Kanada                                     |                                            |
| 2005                         | San Salvador    | Brasilien                                  | Vereinigte Staaten                         |                                            |
| 2004                         | Tepic           | Mexiko                                     | Kolumbien                                  |                                            |
| Panamerikanische Spiele 2003 |                 |                                            |                                            |                                            |
| 2002                         | Quito           | Kanada                                     | Argentinien                                |                                            |
| 2001                         | San Salvador    | Mexiko                                     | Argentinien                                |                                            |
| 2000                         | Belo Horizonte  | Brasilien                                  | Kanada                                     |                                            |
| Panamerikanische Spiele 1999 |                 |                                            |                                            |                                            |
| 1998                         | Guatemala-Stadt | Mexiko                                     | Brasilien                                  |                                            |
| 1997                         | Mexiko-Stadt    | Mexiko                                     | Brasilien                                  |                                            |
| 1996                         | Medellín        | Argentinien                                | Vereinigte Staaten                         |                                            |
| Panamerikanische Spiele 1995 |                 |                                            |                                            |                                            |
| 1994                         | Medellín        | Brasilien                                  | Kanada                                     |                                            |
| 1993                         | Mar del Plata   | Argentinien                                | Mexiko                                     |                                            |

#### Damen
| Jahr                         | Austragungsort  | Sieger                                     | Finalgegner                                |                                            |
| ---------------------------- | --------------- | ------------------------------------------ | ------------------------------------------ | ------------------------------------------ |
| 2024                         | Lima            | Kanada                                     | Kolumbien                                  |                                            |
| 2023                         | Cartagena       | Vereinigte Staaten                         | Kanada                                     |                                            |
| 2022                         | Guatemala-Stadt | Kolumbien                                  | Kanada                                     |                                            |
| 2021                         | —               | Aufgrund der COVID-19-Pandemie ausgefallen | Aufgrund der COVID-19-Pandemie ausgefallen | Aufgrund der COVID-19-Pandemie ausgefallen |
| 2020                         | Cochabamba      | Aufgrund der COVID-19-Pandemie ausgefallen | Aufgrund der COVID-19-Pandemie ausgefallen | Aufgrund der COVID-19-Pandemie ausgefallen |
| Panamerikanische Spiele 2019 |                 |                                            |                                            |                                            |
| 2018                         | George Town     | Vereinigte Staaten                         | Kanada                                     |                                            |
| 2017                         | Buenos Aires    | Mexiko                                     | Kolumbien                                  |                                            |
| 2016                         | Hartford        | Vereinigte Staaten                         | Mexiko                                     |                                            |
| Panamerikanische Spiele 2015 |                 |                                            |                                            |                                            |
| 2014                         | Toluca de Lerdo | Vereinigte Staaten                         | Kanada                                     |                                            |
| 2013                         | Buenos Aires    | Vereinigte Staaten                         | Mexiko                                     |                                            |
| 2012                         | Ambato          | Mexiko                                     | Kolumbien                                  |                                            |
| Panamerikanische Spiele 2011 |                 |                                            |                                            |                                            |
| 2010                         | Guatemala-Stadt | Vereinigte Staaten                         | Kanada                                     |                                            |
| 2009                         | Ambato          | Mexiko                                     | Kanada                                     |                                            |
| 2008                         | Cuenca          | Vereinigte Staaten                         | Mexiko                                     |                                            |
| Panamerikanische Spiele 2007 |                 |                                            |                                            |                                            |
| 2006                         | Medellín        | Vereinigte Staaten                         | Mexiko                                     |                                            |
| 2005                         | San Salvador    | Vereinigte Staaten                         | Kanada                                     |                                            |
| 2004                         | Tepic           | Vereinigte Staaten                         | Mexiko                                     |                                            |
| Panamerikanische Spiele 2003 |                 |                                            |                                            |                                            |
| 2002                         | Quito           | Kanada                                     | Vereinigte Staaten                         |                                            |
| 2001                         | San Salvador    | El Salvador                                | Mexiko                                     |                                            |
| 2000                         | Belo Horizonte  | Kanada                                     | Brasilien                                  |                                            |
| Panamerikanische Spiele 1999 |                 |                                            |                                            |                                            |
| 1998                         | Guatemala-Stadt | Brasilien                                  | Kanada                                     |                                            |
| 1997                         | Mexiko-Stadt    | Vereinigte Staaten                         | Kanada                                     |                                            |
| 1996                         | Medellín        | Brasilien                                  | Kolumbien                                  |                                            |
| Panamerikanische Spiele 1995 |                 |                                            |                                            |                                            |
| 1994                         | Medellín        | Brasilien                                  | Kanada                                     |                                            |
| 1993                         | Mar del Plata   | Vereinigte Staaten                         | Kolumbien                                  |                                            |